# 阿拜多斯王朝
阿拜多斯王朝可能是古埃及第二中间期统治中埃及和上埃及部分地区的一个短命的地方王朝。阿拜多斯王朝与第十五和第十六王朝同期，存在于约公元前 1650 年至公元前 1600 年。阿拜多斯王朝可能位于阿拜多斯或其周边地区，其王家墓地可能位于阿努比斯山（Anubis Mountain）脚下。阿努比斯山是阿拜多斯沙漠中的一座类似于金字塔的小山，靠近法老辛努塞尔特三世的岩石陵墓。

## 关于存在的争论

### 支持的证据

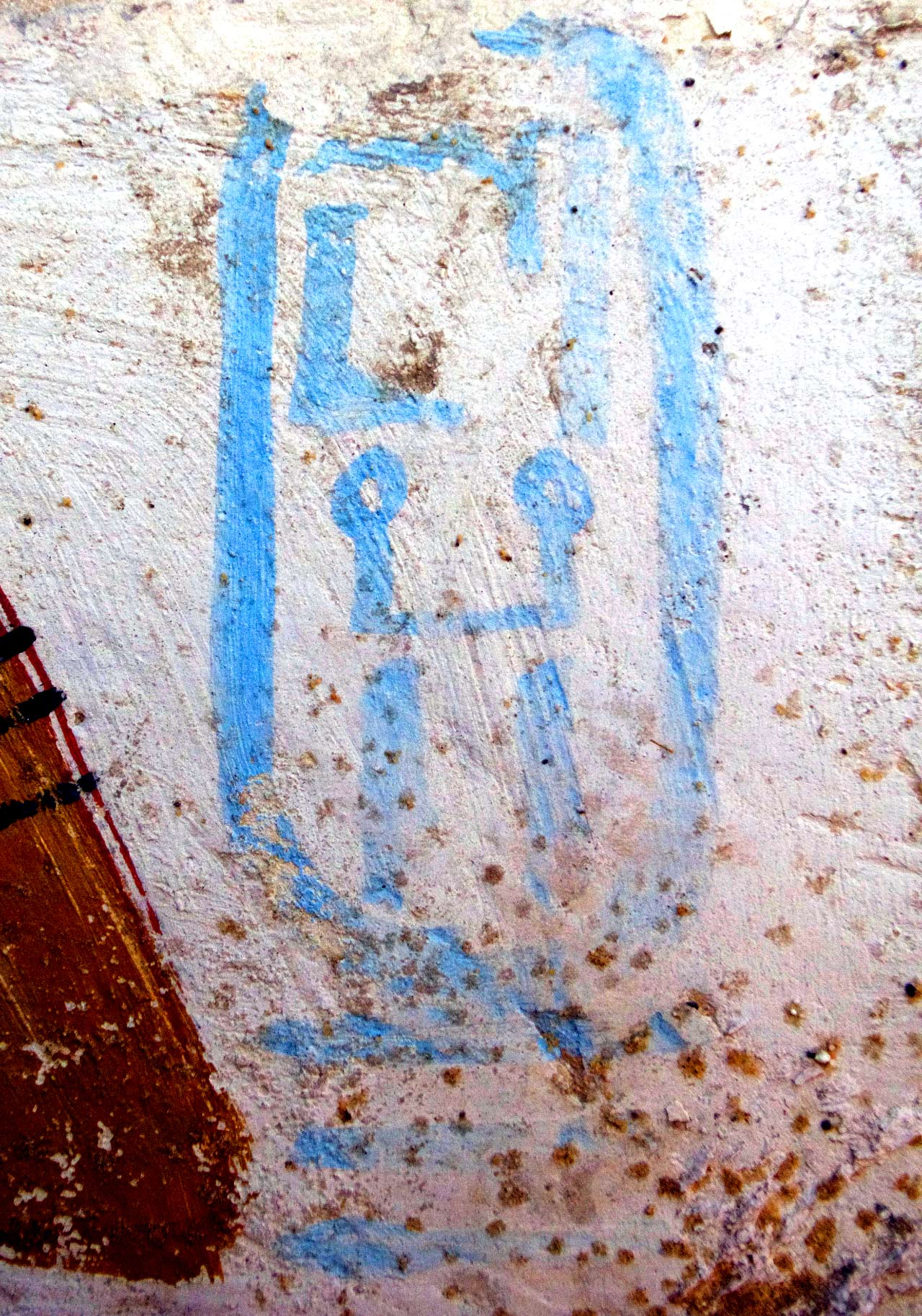
法老沃塞里布尔·塞内布凯的王名框，位于其陵墓内部。

阿拜多斯王朝最初由德特莱夫·弗兰克（Detlef Franke）提出，并在1997年由金·赖霍尔特（Kim Ryholt）进一步阐述。赖霍尔特指出，这一时期的两位已知国王，威普瓦威特姆萨夫（Wepwawetemsaf，“威普瓦威特是他的保护者”）和潘特杰尼（Pantjeny，“提尼斯人”），他们的名字都与阿拜多斯有关。威普瓦威特是阿拜多斯的重要神灵，而提尼斯位于阿拜多斯以北几英里处。此外，在阿拜多斯发现的石碑上还分别记载了威普瓦威特姆萨夫、潘特杰尼和同时期的另一位国王斯纳伊布，表明阿拜多斯可能是他们的统治中心。 最后，赖霍尔特认为，阿拜多斯王朝可以解释都灵王表中第十六王朝末尾的16条记录。阿拜多斯王朝可能是在第十三王朝覆灭后，喜克索斯人征服孟菲斯以及喜克索斯人向南推进至底比斯之间建立的。
2014年1月，阿拜多斯南部发现了一个未知法老塞内布凯的陵墓，可能为阿拜多斯王朝的存在提供了证据。这片区域在古代被称为阿努比斯山。如果塞内布凯确实属于阿拜多斯王朝，那么他的陵墓可能预示着该王朝的王家墓地，与中王国统治者的陵墓相邻。之后发掘了至少8座可以追溯至第二中间期的无名王家陵墓，并且这些陵墓的风格和规模与塞内布凯的陵墓相似。此外还发现了两座可以追溯至第十三王朝中期的陵墓S9和S10（可能是金字塔），这两座陵墓可能属于尼弗霍特普一世和他的兄弟索贝克霍特普四世。 2025 年，在阿努比斯山又发现了另一座王家陵墓。该陵墓略早于塞内布凯，但规模更大。然而，由于墓葬结构严重损毁，墓主人的名字至今仍未找到，可能与盗墓者的行为有关。研究人员认为，这座陵墓建于该陵墓区的早期区域，因此发掘人员将这座陵墓与阿拜多斯王朝早期联系起来，并认为其可能属于塞内布凯的前任。

### 反对的证据
并非所有学者都认可阿拜多斯王朝的存在。例如，马塞尔·马雷（Marcel Marėe）指出，阿拜多斯的一个作坊曾为阿拜多斯王朝的两位国王潘特杰尼和威普瓦威特姆萨夫制作石碑，该作坊也可能制作了第十七王朝法老拉霍特普 (Rahotep)的石碑。因此，如果阿拜多斯王朝确实存在，那么这个作坊就会为两个敌对的王朝制作石碑，但他认为这种情况不太可能发生。然而，这两个王朝是否曾在某个时期共存仍不清楚：例如，在赖霍尔特对第二中间期的重建中，这两个王朝相隔约20年。
对于塞内布凯的陵墓能够支持阿拜多斯王朝的观点，亚历山大·伊林·托米奇 (Alexander Ilin-Tomich) 提出，一些中王国时期的法老，如辛努塞尔特三世和索贝克霍特普四世，也在阿拜多斯拥有陵墓，但没有人将这些法老归入一个以阿拜多斯为基础的王朝。与之相反，他认为塞内布凯可能是底比斯第十六王朝的一位君主。

## 领土

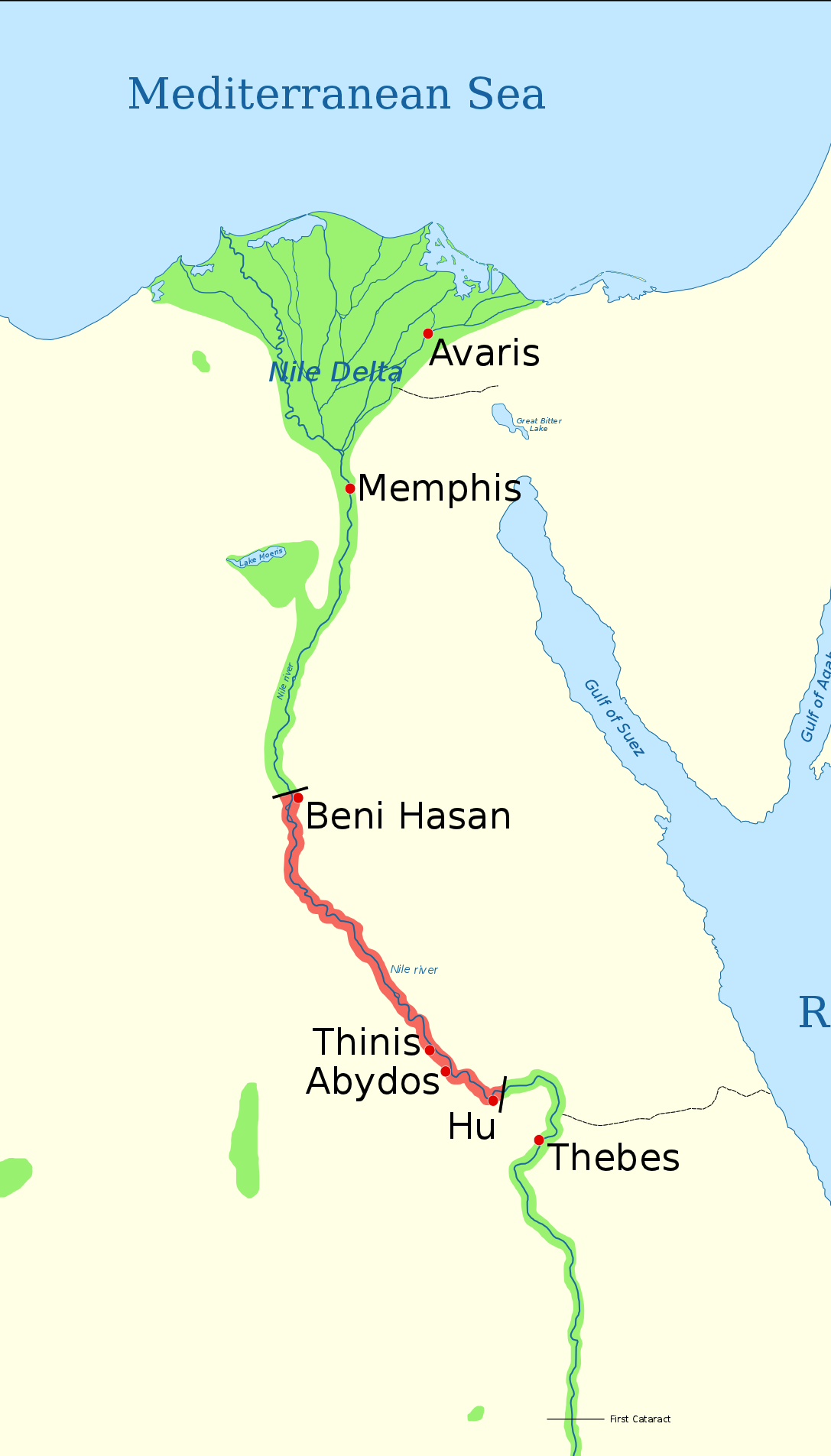
红色部分表示阿拜多斯王朝可能的权力范围

如果阿拜多斯王朝确实存在，那么其权力中心可能是阿拜多斯或提尼斯。卡尔·理查德·莱普修斯在贝尼哈桑发现了一个可能属于威普瓦威特姆萨夫的涂刻痕迹。该涂刻位于第十二王朝总督阿蒙涅姆赫特（Amenemhat）的陵墓 BH2 中，距离阿拜多斯约250公里并位于中埃及。如果这幅涂刻的归属正确，并且威普瓦威特姆萨夫确实属于阿拜多斯王朝，那么其领土可能向北延伸到相当远的地方。 由于该王朝与第十六王朝同期，阿拜多斯王朝的控制范围不可能超过距离阿拜多斯50公里的胡（Hu）。 

## 统治者
以下是都灵王表中被金·赖霍尔特归属至阿拜多斯王朝的16处记载： 
| 王名                  | 都灵王表位置 | 转写           |
| --------------------- | ------------ | -------------- |
| Woser[...]re          | 11列16行     | Wsr-[...]-Rˁ   |
| Woser[...]re          | 11列17行     | Wsr-[...]-Rˁ   |
| （八位遗失的君主）    | 11列18至25行 |                |
| [...]hebre            | 11列26行     | [...]-hb-[Rˁ]  |
| （三位遗失的君主）    | 11列27至29行 |                |
| [...]hebre （不确定） | 11列30行     | [...]-ḥb-[Rˁ]  |
| [...]webenre          | 11列31行     | [...]-wbn-[Rˁ] |

上述的部分统治者可能与四位据推测属于阿拜多斯王朝的已知君主相关。以下为其归属，但未考虑其（未知的）时间顺序：
| 王名                              | 图像 | 注释                                                      |
| --------------------------------- | ---- | --------------------------------------------------------- |
| 塞赫姆拉涅费尔考·威普瓦威特姆萨夫 |      | 可能属于第十六王朝晚期                                    |
| 塞赫姆拉库塔维·潘特杰尼           |      | 可能属于第十六王朝晚期                                    |
| 门卡乌尔·斯纳伊布                 |      | 可能属于第十三王朝晚期                                    |
| 沃塞里布尔·塞内布凯               |      | 可能与都灵王表中的 Woser[...]re 相对应                    |
| 库伊克尔                          |      | 统治时间和时期不详，德特莱夫·弗兰克认为其属于阿拜多斯王朝 |